# Ochrocephala
Ochrocephala là một chi thực vật có hoa trong họ Cúc (Asteraceae).

## Loài
Chi Ochrocephala gồm các loài: